# Филип Франц Вилдерих Непомук фон Валдердорф
Филип Франц Вилдерих Непомук фон Валдердорф (на немски: Philipp Franz Wilderich Nepomuk von Walderdorff; * 2 март 1739, Майнц; † 21 април 1810, Брухзал, Баден-Вюртемберг) е фрайхер от род Валдердорф и последният княжески епископ на Шпайер (1797 – 1810).

## Живот
Той е син на камерхера в Курфюрство Трир фрайхер Лотар Вилхелм фон Валдердорф († 1752) и съпругата му графиня Мария Анна Филипина фон Щадион (1718 – 1784), дъщеря на имперски граф Йохан Филип I фон Щадион (1652 – 1742), обер-дворцов майстер в Курфюрство Майнц, и третата му съпруга фрайин Мария Анна Изабела Вамболт фон Умщат (1684 – 1764).
Филип Франц става през 1757 г. каноник в катедралата на Шпйер. През 1767 г. е катедрален декан и е издигнат на имперски граф, на 6 февруари 1773 г. дякон в Трир и на 17 май 1777 г. свещеник в Трир. На 22 април 1797 г. той е избран за епископ на Шпайер. Помазан е на 18 декември 1797 г. като епископ и започва да служи на 19 януари 1800 г.
През 1799 г. идват първите французи и той трябва да бяга през началото на 1801 г., връща се обратно на 10 юни 1801 г.
Умира на 21 април 1810 г. на 71 години. Погребан е на 26 април 1810 г. като последен княз-епископ в гробницата на „Св. Петър“ в Брухзал. Цялата гробница след един ден е затворена и е открита отново едва през 1907 г. при реновиране.
При Трир той си построява през 1779 – 1783 г. лятна резиденция. Той също е масон и илюминат.